# Sozialökonomie
Sozialökonomie ist eine interdisziplinäre Wissenschaft, die versucht die Wechselwirkungen zwischen Gesellschaft, Wirtschaft, Ökonomie und Politik zu verstehen. Sozialökonomische Forschung und Wissenschaft behandelt und beantwortet soziologische und ökonomische Fragestellungen interdisziplinär von verschiedenen Blickwinkeln aus. Sie beschäftigt sich mit dem wirtschaftlichen Handeln in seinem sozialen Zusammenhang und mit der jeweiligen Beziehung zu anderen gesellschaftlichen, politischen, demographischen, ökologischen und räumlichen Prozessen. Sozialökonomische Forschung und Lehre beruft sich historisch auf Karl Marx, Max Weber, Émile Durkheim, Joseph Schumpeter, Karl Polanyi, Pierre Bourdieu, Reinhard Schultz, Günter Schmölders, Werner Hofmann, Manfred Schweres und Alfred Oppolzer sowie auf aktuelle Vertreter der Wirtschafts-, Rechts- und Sozialwissenschaften. Sie ist bisher keine hochspezialisierte Einzeldisziplin, sondern vielmehr eine gemeinsame Perspektive mehrerer Disziplinen, die in Forschung und Lehre kooperieren, um die soziale, ökonomische, politische Wirklichkeit besser verstehen, beschreiben und erklären zu können.

## Zweck der Sozialökonomie
Die Notwendigkeit der Sozialökonomie wird nach dem Soziologen Alfred Oppolzer aus den verschiedenen Einzeldisziplinen heraus gefordert, beispielsweise aus der Betriebswirtschaftslehre (Reinhard Schultz, 1988), ebenso aus der Volkswirtschaftslehre (Günter Schmölders, 1973) und der Politischen Ökonomie (Werner Hofmann, 1969), aus der Soziologie (Max Weber, 1904) ebenso wie aus der Arbeitswissenschaft (Manfred Schweres, 1980; Alfred Oppolzer, 1989). Oppolzer hält fest, Sozialökonomie ist:
1. die „Untersuchung der Wechselwirkungen von Wirtschaft und Gesellschaft“,
2. die „Praxisrelevanz der Fragestellung“ und
3. die „interdisziplinäre Vorgehensweise“.[1]

Der Wirtschafts- und Sozialhistoriker Ernst Langthaler geht davon aus, dass in der sozialökonomischen Betrachtungsweise:
- Wirtschaft in gesellschaftlichen Zusammenhängen gesehen wird,
- die Vernetzung der Akteure sowie Kollektive im Mittelpunkt stehen,
- Machtgefälle zwischen Akteuren untersucht werden sowie
- versucht wird, Verhalten zu verstehen und zu erschließen.[2]

Wie auch Oppolzer, beruft sich Langthaler auf Karl Marx (Ökonomie, Soziologie), Max Weber (Soziologie, Ökonomie), Émile Durkheim (Soziologie), Joseph Schumpeter (Ökonomie), Karl Polanyi (Kulturanthropologie, Soziologie), Pierre Bourdieu (Soziologie).
Einen weiteren Schritt machte Günter Schmölders mit der Sozialökonomische Verhaltensforschung. Er gründete 1958 die Forschungsstelle für empirische Sozialökonomik. Aus der Rechtswissenschaft sind der Arbeits- und Verfassungsrechtler Otto Ernst Kempen, ehemaliger Direktor der Akademie der Arbeit sowie der Wirtschaftsrechtler Udo Reifner als Gründer des Institut für Finanzdienstleistungen zu nennen. Zur sozialökonomischen Betrachtung von Bildungs- und Sozialisationstheorie leistete Harry Friebel mit dem Hamburger Biografie- und Lebenslaufpanel "Die Kinder der Bildungsexpansion" einen wichtigen Beitrag. Einen wirtschaftssoziologischen Ansatz zeigt das Internationale Institut für Empirische Sozialökonomie.

## Studium der Sozialökonomie
Das grundständige Studienfach Sozialökonomie vermittelt wissenschaftliches Grundlagenwissen in Betriebswirtschaftslehre, Volkswirtschaftslehre, Soziologie sowie Rechtswissenschaften und führt zu einem ersten berufsqualifizierenden Hochschulabschluss.
- Sozialökonomie (Bachelor) an der Universität Hamburg: Ein interdisziplinäres Studium, welches Betriebswirtschaftslehre, Volkswirtschaftslehre, Rechtswissenschaft und Soziologie beinhaltet und Wechselwirkungen zwischen Gesellschaft, Wirtschaft und Politik berücksichtigt. Der Bachelor steht nach einer Aufnahmeprüfung auch Personen ohne Abitur offen.[9]
- Master in Arbeit, Wirtschaft, Gesellschaft – Ökonomische und Soziologische Studien an der Universität Hamburg[10]
- Der Bachelorstudiengang Sozialökonomik an der Universität Erlangen-Nürnberg richtet sich an alle, die Interesse an wirtschaftlichen und gesellschaftlichen Fragestellungen haben. Der Studiengang kombiniert auf eine flexible Weise ökonomische und sozialwissenschaftliche Fächer.[11]
- Master in Sozialökonomik an der Universität Erlangen-Nürnberg[12]
- Sozialökonomie (Diplom) an der Universität Hohenheim[13]
- Wirtschaftswissenschaften mit sozialökonomischen Wahlprofil (Bachelor/Master) an der Universität Hohenheim[14]
- Die Wirtschafts- und Sozialwissenschaftliche Fakultät der Christian-Albrechts-Universität zu Kiel bietet seit dem Wintersemester 2015/16 einen Bachelorstudiengang in Sozio-Ökonomik (B.Sc.) an. Der Studiengang bietet eine nahezu vollständige Integration des Studiums der Volkswirtschaftslehre, der Soziologie und der Politikwissenschaft an, in dem alle wesentlichen traditionellen Komponenten von B.Sc.-Studiengängen in den drei Fachrichtungen vertreten und somit die Kernkompetenzen im wirtschafts- oder sozialwissenschaftlichen Bereich erhalten werden.[15]
- Bachelor in Sozialwirtschaft an der Universität Linz[16]
- Master in Sozialwirtschaft an der Universität Linz[17]
- Bachelor in Wirtschafts- und Sozialgeschichte an der Universität Göttingen[18]
- Bachelorstudium im Studienzweig Volkswirtschaft & Sozioökonomie mit dem Schwerpunkt Sozioökonomie an der Wirtschaftsuniversität Wien[19]
- Masterstudium Sozioökonomie an der Wirtschaftsuniversität Wien[20]
- Master-Studiengang Sozialrecht und Sozialwirtschaft an der Universität Kassel in Kooperation mit der Hochschule Fulda[21]
- Ab dem Wintersemester 2016/17 gibt es an der Universität Siegen einen neuen Studiengang, „Plurale Ökonomik“, der „wirtschaftliche Phänomene mit einer Vielzahl unterschiedlicher Ansätze… diskutiert und untersucht“. Dazu „zeichnet [er] sich durch den Diskurs alternativer Denktraditionen aus“ und „zielt auf Studierende, die ihr eigenes ökonomisches Verständnis kritisch reflektieren und gewohnte Denkwege verlassen wollen“.[22] Durch seine kritische Auseinandersetzung mehrerer Fachbereiche -- unter anderem, Volks- und Betriebswirtschaftslehre, Ethik, Jura, Ökologie, Geschichte und Soziologie[23] -- steht der Studiengang im Einklang mit einigen Leitwerten der Sozioökonomie, obwohl er namentlich mit Plurale Ökonomik in Verbindung steht. Wesentliches Kernelement dieser letzten Tradition ist eine kritische Auseinandersetzung mit dem neoklassischen Modell der Wirtschaftswissenschaften.[24]
- Studiengang PWG: Politik, Wirtschaft und Gesellschaft (Bachelor/Master) an der Ruhr-Universität Bochum[25]

Der Diplom-Sozialwirt konnte durch ein interdisziplinäres Studium an Universitäten und Fachhochschulen, aber auch an Berufsakademien (BA), erworben werden. Die Diplomstudiengänge werden Schrittweise durch Bachelor- und Masterstudiengänge ersetzt. An der Universität Göttingen in Form von polyvalenter Bachelor- und Masterabschlüssen. Nach Abschluss der Berufungsverfahren für drei neue Professuren wird das Institut für Sozioökonomie das Forschungsprofil der Fakultät für Gesellschaftswissenschaften der Universität Duisburg-Essen stärken und einen eigenen Master-Studiengang Sozioökonomie anbieten (Stand 2. November 2017).

## Sozialökonomische Forschung
- Internationales Institut für empirische Sozialökonomie (INIFES). Das Institut hat die Aufgabe, die Praxis der Wirtschafts- und Gesellschaftspolitik durch neue Erkenntnisse der interdisziplinären Forschung zu unterstützen.[27]
- Sozio-oekonomisches Panel: Das Sozio-oekonomische Panel (SOEP) ist eine repräsentative Wiederholungsbefragung von über 12.000 Privathaushalten in Deutschland. Die Befragung wird im jährlichen Rhythmus seit 1984 bei denselben Personen und Familien (= stets demselben Panel) durchgeführt. Mit Hilfe des SOEP können politische und gesellschaftliche Veränderungen in Deutschland beobachtet und analysiert werden. Die Daten helfen, soziologische, ökonomische, psychologische, demographische, gesundheitswissenschaftliche und geographische Fragestellungen zu beantworten.[28]
- soeb 1 bis 3 des Kompetenznetzwerks Sozioökonomische Berichterstattung: Um den tiefgreifenden Wandel der deutsche Gesellschaft besser zu verstehen führt das Kompetenznetzwerk Sozioökonomische Berichterstattung (soeb) quantitative und qualitative Daten aus verschiedenen Quellen zusammen und deutet sie im Rahmen eines deutschen Produktions- und Sozialmodells.[29]
- Fachbereich Sozialökonomie an der Universität Hamburg, als Nachfolger der Hamburger Universität für Wirtschaft und Politik (HWP).[30]
- Zentrum für Ökonomische und Soziologische Studien (ZÖSS) an der Universität Hamburg, als Nachfolger der Hamburger Universität für Wirtschaft und Politik (HWP).[31]
- Institut für Finanzdienstleistungen e. V. (iff) in Hamburg. Der Zweck des Instituts besteht in der Förderung und Durchführung von Forschungen auf dem Gebiet der Beziehungen zwischen Recht, Wirtschaft und Gesellschaft.[32]
- Institut für Küstenforschung des Helmholtz-Zentrums Geesthacht: In der Abteilung Sozioökonomie des Küstenraumes liegt der Fokus der Forschung auf einem besseren Verständnis der Mensch/Natur-Interaktionen.[33]
- FiBS: Forschungsinstitut für Bildungs- und Sozialökonomie in Köln und Berlin. Das Institut für interdisziplinäre Forschung beschreibt sich als wissenschaftliche Schnittstelle für Bildungs- und Sozialökonomie und als ein Think Tank mit Know-how für Entscheidungsträger in Politik, Wirtschaft und Gesellschaft, für Bildungs- und Sozialeinrichtungen.[34]
- Sektion Sozialpolitik und Sozialökonomie der Fakultät für Sozialwissenschaft an der Ruhr-Universität Bochum. Die Uni Bochum leistet mit Lehrstühlen für Sozialökonomie Lehre und Forschung. Ökonomische Prozesse werden aus sozialwissenschaftlichen Perspektiven mit Blick auf die sozialen Beziehungen betrachtet.[35]
- Forschungsstelle für empirische Sozialökonomik e. V. Der Ansatz der sozialökonomischen Verhaltensforschung befähigt in besonderer Weise, empirisch gestützte und praktisch verwertbare Vorschläge für staatliches und unternehmerisches Handeln zu entwickeln. Forschungsschwerpunkte sind die Finanz- und Steuerpsychologie, die Transformationsforschung, die Schattenwirtschaft, die Konsumforschung, die Unternehmensforschung und die Neuen Technologien.[36]

## Sozialökonom als Beruf
Sozialökonomen und Sozialwirte übernehmen laut dem Berufenet der Bundesagentur für Arbeit administrative bzw. Managementaufgaben in der Organisationsplanung und -steuerung und finden in erster Linie Beschäftigung in Einrichtungen des Sozial- und Gesundheitswesens, in der öffentlichen Verwaltung, in Unternehmen der Sozial- und Gesundheitswirtschaft sowie bei Interessenvertretungen, Verbänden und Organisationen. Darüber hinaus auch in der Personal- und Organisationsentwicklung in Unternehmen nahezu aller Wirtschaftsbereiche sowie bei Meinungsforschungsinstituten.

## Betriebswirtschaftslehre und Management im sozialen Bereich sowie im Gesundheitswesen
Sozialökonomie wird zudem als Betriebswirtschaftslehre und Management im sozialen Bereich sowie im Gesundheitswesen verwendet. Ein Beispiel hierfür ist der Studiengang Gesundheits- und Sozialökonomie (Diplom) an der Hochschule Mainz. Auch in Bremen wurde Sozialpädagogik und Sozialökonomie gelehrt. Die Verwaltungs- und Wirtschafts-Akademie Wuppertal bietet ein berufsbegleitendes Studium zum Gesundheits- und Sozialökonom (VWA) an. Die Hochschule Esslingen den Masterstudiengang Sozialwirtschaft.

## Synonym für Sozialökonomik
Sozialökonomik fand im deutschsprachigen Raum mit den interdisziplinären Texten von Max Weber Verbreitung. Insbesondere mit Grundriss der Sozialökonomik entwickelte Weber die Grundlagen zur Sozialökonomie, neben Karl Marx und Karl Polanyi. Max Webers Wirtschaft und Gesellschaft wurde postum 1922 von seiner Frau Marianne Weber veröffentlicht. Sozialökonomik wurde über Jahrzehnte auch als Begriff für Nationalökonomie verwendet. Zunehmend setzt sich Sozialökonomik als Bezeichnung für die Lehre von der „gesellschaftlichen Wirtschaft“ durch. Hiermit ist unter anderem die Sozialökonomische Verhaltensforschung nach Günter Schmölders gemeint.

## Synonym für Sozioökonomie
Sozioökonomie hat seinen Namen laut der Soziologin Andrea Maurer im Gabler Wirtschaftslexikon durch den älteren deutschen Begriff der „Socialökonomie“ (Weber 1985/1920; Schumpeter 1987) und wird heute auch als „Sozialökonomik“ oder „Sozialökonomie“ bezeichnet (Perridon und Granvogl 2000; vgl. zur Begriffsgeschichte ausführlich Oppolzer 1990).
Nach diesem Eintrag von Maurer im Wirtschaftslexikon steht Sozioökonomie für ein Forschungsprogramm, welches wirtschaftliches Handeln sowie die Kerninstitutionen und Strukturen der modernen Wirtschaft nicht allein unter „ökonomischen“ Gesichtspunkten und unter ausschließlicher Berücksichtigung ökonomischer Faktoren erklären will. Das gemeinsame Anliegen von Sozioökonomen sei vielmehr, Wirtschaften bzw. wirtschaftliches Handeln in seiner gesellschaftlichen Bedingtheit zu verorten und daher das Wechselspiel von Wirtschaft und Gesellschaft in den Mittelpunkt zu rücken.

## Synonym für Volkswirtschaftslehre
Sozialökonomie wird historisch auch als Synonym für Volkswirtschaftslehre und Nationalökonomie benutzt. Laut dem Rechtschreibwörterbuch Duden ist die Sozialökonomie eine Wissenschaft, die sich mit der gesamten Wirtschaft einer Gesellschaft befasst.

## Synonym für Wirtschaftssoziologie
Sozialökonomie wird historisch auch als Begriff für Wirtschaftssoziologie gebraucht. Die Wirtschaftssoziologie beruft sich wie die Sozialökonomie auf Max Weber, Karl Marx und Karl Polanyi. Im Trennungsprozess von Nationalökonomie und Soziologie in der ersten Hälfte des 20. Jahrhunderts verlor die Wirtschaftssoziologie als Teildisziplin bzw. Bindestrichsoziologie an Einfluss. Die neue Wirtschaftssoziologie, seit den 1980er Jahren in den USA, versteht ökonomisches Handeln als soziales Handeln, das eingebettet im sozialen Kontext stattfindet.
Die Sektion Wirtschaftssoziologie der Deutschen Gesellschaft für Soziologie (DGS) will die wirtschaftssoziologische Forschung und Lehre in Deutschland institutionell bündeln und den wissenschaftlichen Austausch in diesem Bereich befördern.

## Angewandte Sozial- und Wirtschaftspolitik
Angewandte Sozial- und Wirtschaftspolitik wird ebenfalls mit dem Begriff Sozialökonomie zusammengefasst. Dies beginnt bei der Sozialpolitik, über staatliche Sozialleistungen bis zur öffentlichen oder privaten Sozialwirtschaft. Sozialwirtschaftliches Handeln im Non-Profit-Sektor beinhaltet sowohl ökonomische als auch soziale Aspekte. „Die Sozialökonomie verfolgt nicht nur rein ökonomische Ziele, sondern auch soziale, umweltbezogene und ethische Ziele“, so die Gebietskörperschaft Deutschsprachige Gemeinschaft Belgiens.

## Marktwirtschaft ohne Kapitalismus
Die Stiftung für Reform der Geld- und Bodenordnung sowie deren nahestehender Verlag für Sozialökonomie berufen sich auf Silvio Gesell bei ihren Vorstellungen nach einer anderen Geld- und Bodenordnung mit dem Ziel einer Marktwirtschaft ohne Kapitalismus. Die Zeitschrift für Sozialökonomie steht der Freiwirtschaftslehre nahe.